# Lakkihalli Kaval, Tiptur
Lakkihalli Kaval là một làng thuộc tehsil Tiptur, huyện Tumkur, bang Karnataka, Ấn Độ.